# テクシステカトル

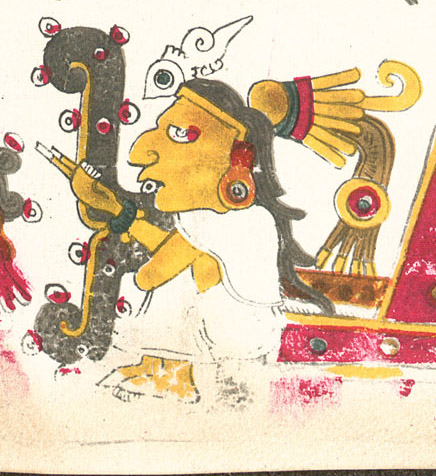
ボルジア絵文書よりテクシステカトル

テクシステカトル（Tecuciztecatl、Tecciztecatl）は、アステカ神話の月の神。
「テクシステカトル」とはナワトル語で「ホラガイ(tecciztli)の人(-tecatl)」を意味する。
単にメツトリ（Metztli、「月」）とも呼ばれる。図像的にはサギの羽根の頭飾りとホラガイをつけており、このことは月と水棲動物の間に関係があると考えられていたことを表している。
テクシステカトルは現在の太陽である第5の太陽の創造説話に登場する。『フィレンツェ絵文書』によると、まだ光のない時にテオティワカンに神々が集まり、テクシステカトルとナナワツィンの2神を生贄にして太陽を創造しようとした。テクシステカトルは裕福で高慢な神で、黄金・宝石・羽毛で祭祀を行った。ナナワツィンは貧しく慎しい神で、紙と草で祭祀を行った。祭祀が終わるとそれらを地面に積みあげ、それが太陽のピラミッドと月のピラミッドになった。それから神々はまずテクシステカトルを火の中に飛びこませようとしたが、テクシステカトルはためらった。ナナワツィンが先に火に飛びこみ、それを見て自らを恥じたテクシステカトルもまた火に飛びこんだ。ナナワツィンは火の中から黒い鷲として現れたが、テクシステカトルの飛びこんだときには火の勢いが落ちていたために黒い斑のあるジャガーになった。それからナナワツィンとテクシステカトルは太陽となって東方に出現したが、太陽が2つあると明るすぎるため、神々はテクシステカトルの方にウサギをぶつけてその光を減らし、月とした。しかし太陽は動かなかった。ほかの神々が生贄になり、ケツァルコアトルの導きによって太陽は動きだし、月もそれにつき従って動くようになった。